# Варданян, Карен Тониевич
Карен Тониевич Варданян (бел. Карэн Таніевіч Варданян; род. 9 сентября 2003, Балины, Витебская область) — белорусский футболист, нападающий минского «Динамо».

## Клубная карьера
С конца 2020 года начал играть за дубль «Витебска». В следующем году закрепился в дубле. Он получил серьезную травму в сентябре 2021 года, но в начале 2022 года готовился к новому сезону с основным составом витебского клуба. 3 апреля 2022 года дебютировал в Высшей лиге, выйдя на замену в концовке матча с «Минском» (1:1). Свой дебютный гол забил 25 июня 2022 года в матче против «Слуцка» на 90 минуте.
В декабре 2022 года тренировался с основной командой «Витебска». Новый сезон начал 5 марта 2023 года в матче Кубка Беларуси против гродненского «Немана». Выбыл с розыгрыша Кубка Беларуси проиграв в ответном четвертьфинальном матче 12 марта 2023 года гродненскому клубу. Первый матч в чемпионате сыграл 8 апреля 2023 года против клуба «Жодино-Южное». Первый гол в сезоне забил 15 апреля 2023 года в матче против «Нивы». В матче Кубка Беларуси 31 мая 2023 года против витебского «Газовика» отличился забитым хет-триком. В матче 25 июня 2023 года против петриковского «Шахтёра» футболист записал в свой актив покер. В следующем матче 2 июля 2023 года в против «Осиповичей» футболист оформил дубль. Очередным дублем за клуб отличился 24 сентября 2023 года в матче против «Барановичей». По итогу сезона футболист вместе с клубом стал бронзовым призёром Первой лиги, стал третьим бомбардиром чемпионата с 16 забитыми голами, выйдя в стыковые матчи за право выйти в Высшую лигу. По итогу стыковых матчей вместе с клубом победил «Энергетик-БГУ» и получил повышение в классе.
В январе 2024 года футболист продлил контракт с витебским клубом.

## Карьера в сборной
В 2021 году вызывался в юношескую сборную Беларуси до 19 лет, неоднократно вызываясь на сборы. Дебютировал за сборную 9 марта 2021 года в товарищеском матче против России.

## Статистика
| Сезон | Дивизион | Клуб    | Страна   | Матчи | Голы |
| ----- | -------- | ------- | -------- | ----- | ---- |
| 2020  | дубль    | Витебск | Беларусь | 6     | 1    |
| 2021  | дубль    | Витебск | Беларусь | ?     | 5    |
| 2022  | Д1       | Витебск | Беларусь | 15    | 1    |
| 2023  | Д2       | Витебск | Беларусь | 32    | 16   |

## Достижения
«Динамо» Минск
- Обладатель Суперкубка Беларуси: 2025